# Kazimierz Badowski

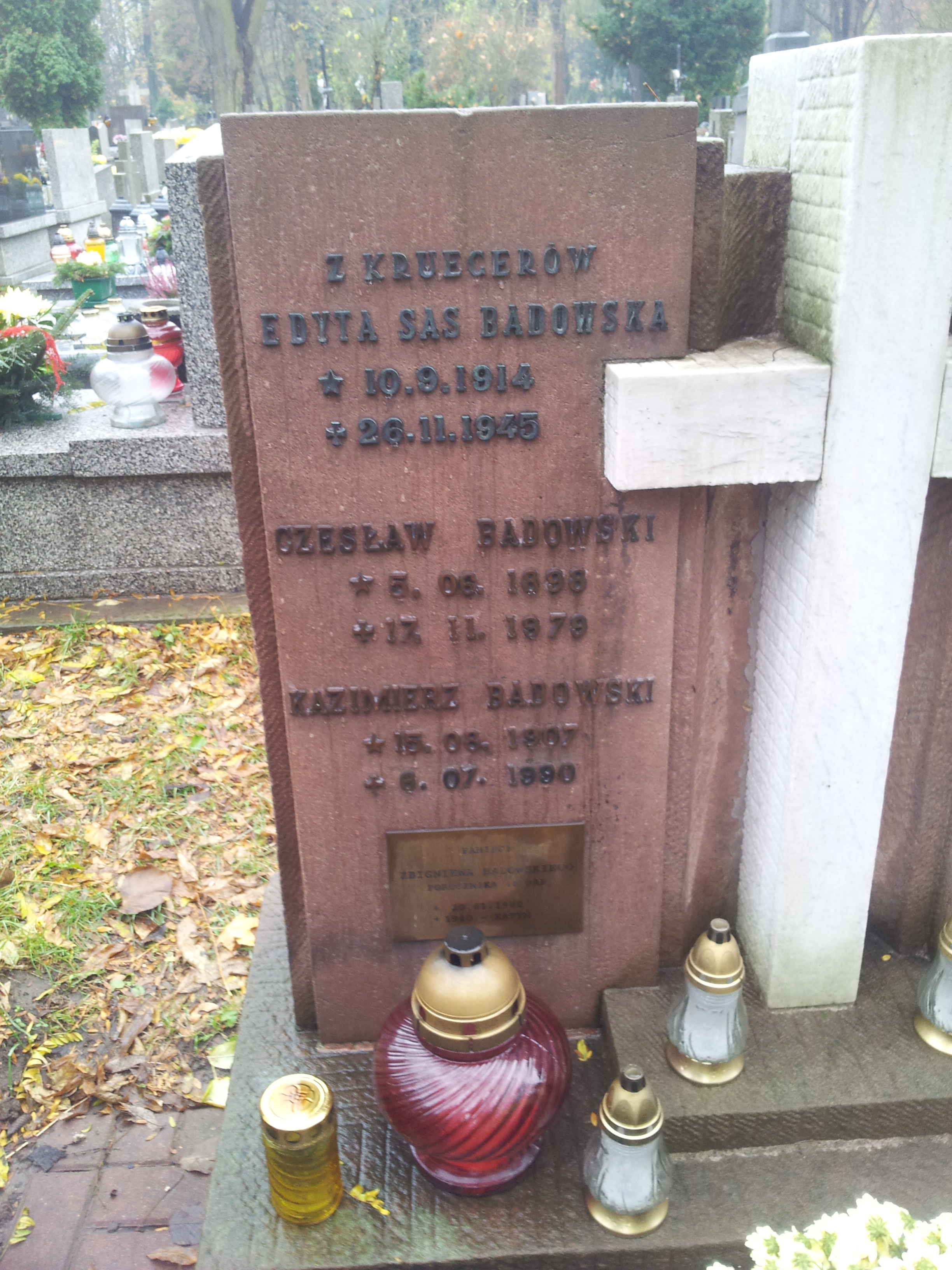
Nagrobek Kazimierza Badowskiego na cmentarzu Rakowickim w Krakowie

Kazimierz Badowski (ur. 15 sierpnia 1907 w Regowie Starym, zm. 6 lipca 1990 w Krakowie) – polski działacz robotniczy i komunistyczny.

## Życiorys

### Dzieciństwo i lata młodzieńcze
Był synem Konrada Badowskiego i Balbiny z domu Wosatko, bratem Czesława Badowskiego i porucznika Zbigniewa Badowskiego. Jego ojciec pełnił obowiązki zarządzającego dobrami Regów i miejscową stadniną koni arabskich. Przygotowanie elementarne do gimnazjum otrzymał w domu. Pierwsze dwie klasy gimnazjalne ukończył w latach szkolnych 1916/17 i 17/18 w Kijowie w Szkole Filologicznej Męskiej „Macierzy Polskiej”. Rodzina Badowskich zmuszona była ewakuować się do Kijowa z okręgu podfortecznego (Dęblin) w czasie drugiej ofensywy niemieckiej w 1916 r.
Po rewolucji rosyjskiej w 1918 roku Badowscy wrócili do kraju i osiedlili się w Radomiu, gdzie Kazimierz został przyjęty do klasy trzeciej Gimnazjum Męskiego Matematyczno-przyrodniczego.
Będąc uczniem gimnazjum, wstąpił do Związku Strzeleckiego. Wraz z kolegami wybrali koło w Garbatce koło Kozienic. W „Strzelcu” odbył przygotowanie wojskowe w zakresie musztry formalnej i bojowej piechoty. Po ogłoszeniu Odezwy Rady Obrony Państwa z 3 lipca 1920 roku wzywającej m.in. „wszystkich zdolnych do noszenia broni by dobrowolnie zaciągali się w szeregi armii”, bez wiedzy matki i rodziny zgłosił się ochotniczo do wojska. Dzięki zmianie roku urodzenia w dokumentach strzeleckich został wcielony do Dywizjonu Jazdy Ochotniczej majora Jaworskiego i zakwaterowany w koszarach w Puławach. Tam uzupełnił swoje wyszkolenie w trybie przyspieszonym. Jako ułan Jazdy Ochotniczej działającej w ramach III Armii, o świcie 16 sierpnia 1920 roku rozpoczął służbę frontową, biorąc udział w kontrofensywie Frontu Środkowego. Działania bojowe zakończył 16 października 1920 roku.
Po powrocie do Radomia Kazimierz kontynuował naukę i w czerwcu 1924 roku złożył egzamin dojrzałości.
Jesienią 1924 r. wyjechał do Poznania, gdzie zapisał się na sekcję ekonomiczną Wydziału Prawno - Ekonomicznego Uniwersytetu Poznańskiego. Studiował tam przez dwa lata, w ciągu których odbył również praktykę w Banku Związku Spółek Zarobkowych w Poznaniu. W czasie pobytu w Poznaniu był dwukrotnie aresztowany za swoją działalność. W związku z tymi wydarzeniami Kazimierz musiał zrezygnować z dalszych studiów w Poznaniu i został skierowany przez partię do Warszawy, do dyspozycji Wydziału Zawodowego Komitetu Centralnego KPP.

### Pobyt w Belgii
Jesienią 1928, po zdaniu egzaminu wstępnego, Kazimierz Badowski został przyjęty w charakterze słuchacza zwyczajnego na Wyższy Instytut Handlowy (Institut Supérieur de Commerce) w Antwerpii (Belgia). Po 3 latach studiów obronił w roku 1931 pracę dyplomową na temat teorii kryzysów ekonomicznych i uzyskał tytuł naukowy Licencie en sciences commierciales.
Przez kolejne dwa lata pobytu w Belgii pracował jako kierownik sprzedaży, księgowy i korespondent.

### Powrót do Polski
Po powrocie do Polski jesienią 1933 roku Kazimierz został generalnym przedstawicielem na Polskę firmy D Fink, w której przedtem pracował w Antwerpii. Niezależnie od tej działalności podjął pracę w średnim szkolnictwie ekonomiczno-handlowym, która z każdym rokiem coraz bardziej go absorbowała. Ogółem był zatrudniony w szkolnictwie bez przerwy przez 14 lat, od 1933 do 1947 roku. Uczył w szkołach w Będzinie, Dąbrowie Górniczej, Sosnowcu i najdłużej w Krakowie takich przedmiotów jak organizacja i technika handlu wewnętrznego i zagranicznego, bankowość i ubezpieczenia, biurowość, prawoznawstwo, korespondencja handlowa polska i francuska.
Jego pierwsza żona Edyta Kruger (związek małżeński zawarł w 1937 r.) zachorowała z początkiem II wojny światowej na gruźlicę i zmarła w listopadzie 1945. Kazimierz ożenił się powtórnie w 1946 r. z Łucją Stojańską.
Od września 1947 r. Kazimierz objął stanowisko Pełnomocnika Okręgowego (wojewódzkiego) Zarządu Głównego PCK w Krakowie. Później pracował jako referent płacy i pracy w Krakowskiej Wytwórni Wyrobów Metalowych, Galanteryjnych i Biurowych, jako księgowy w Centrali Zaopatrzenia Szkół „Cezas” w Krakowie, kierownik Działu Zaopatrzenia Krakowskich Zakładów Przemysłu Dziewiarskiego w Krakowie oraz jako zastępcą kierownika działu informacji naukowo-technicznej w Instytucie Szkła i Ceramiki. Odszedł na emeryturę w 1974 roku.
W 1985 roku doznał zatoru mózgowego, w wyniku którego wymagał opieki bliskich i nie mógł opuszczać mieszkania. Zmarł w 1990 roku. Został pochowany na cmentarzu Rakowickim w Krakowie.

## Działalność robotnicza i komunistyczna
Podczas nauki w gimnazjum Kazimierz Badowski poznał Maksymiliana Melocha, który zapoznał młodszego kolegę z ruchem komunistycznym na ziemiach polskich. W roku szkolnym 1922/23, w czasie gdy uczęszczał do siódmej klasy, wstąpił w Radomiu do nielegalnego Związku Młodzieży Komunistycznej i brał udział w jego pracach, prowadząc m.in. szkolenie polityczne w kołach robotniczych Związku.
Należał do ruchu skautowskiego, uczestniczył w odbywającym się w Helenówku w dniach 1-3 sierpnia 1924 III Zjazdu Wolnego Harcerstwa, gdzie ostatniego dnia pobytu był aresztowany, więziony i przesłuchiwany w Urzędzie Śledczym w Warszawie, a następnie oskarżony o propagowanie haseł komunistycznych. Podczas rewizji w jego mieszkaniu policja znalazła tylko stare wydanie Manifestu Komunistycznego i kilka nieaktualnych broszur, a to zdjęło z niego podejrzenia.
Aresztowanie i rewizja utwierdziły go w słuszności swoich przekonań. W 1925 roku, w kilka miesięcy po przyjeździe do Poznania, wstąpił do Komunistycznej Partii Polski. Był czołowym wykładowcą oświatowym i politycznym Uniwersytetu Robotniczego stworzonego przez komunistów przy lewicowym Związku Robotników Transportowych i Ekspedycyjnych, pełnił funkcję sekretarza Oddziału Poznańskiego tego Związku, prowadząc szereg akcji ekonomicznych w jego imieniu, i wchodził w skład Okręgowego Komitetu KPP na Wielkopolskę i Pomorze. Równocześnie rozpoczął intensywną działalność lewicową, zarówno polityczną, jak i społeczną, został członkiem wielu organizacji społecznych i spółdzielczych, szczególnie tych, które nie współpracowały z Polską Partią Socjalistyczną. Zainicjował powstanie stowarzyszenia pracowników Uniwersytetu, które skupiało osoby nienależące do Polskiej Partii Socjalistycznej, został też przewodniczącym ruchu bezrobotnych, organizował spotkania i wiece, podczas których wygłaszał przemówienia. Nawiązał współpracę z Alfredem Bemem, który był poznańskim działaczem robotniczym.
W końcu kwietnia 1926 roku został aresztowany prewencyjnie przez Miejski Urząd Śledczy w Poznaniu jako domniemany organizator i mówca komunistycznej demonstracji pierwszomajowej. Po kilkunastu dniach został zwolniony.
Jesienią 1926 roku został aresztowany po raz kolejny, tym razem pod zarzutem zdrady stanu, i pozostawał przez rok w więzieniu śledczym przy ulicy Młyńskiej w Poznaniu. Sprawa, w której występował jako drugi oskarżony (tzw. Sprawa przeciwko Alfredowi Bemowi i towarzyszom), toczyła się przed Sądem Okręgowym w Poznaniu przez cały miesiąc (wrzesień–październik 1927r.). Prokurator zażądał dla Kazimierza Badowskiego kary 10 lat ciężkiego więzienia. Oskarżenie oparte jednak było częściowo na prowokacji i po jej zdemaskowaniu sprawa zakończyła się uwolnieniem znacznej części oskarżonych, w tym Badowskiego, od winy i kary (3 października 1927 roku).
Po zwolnieniu z więzienia musiał zrezygnować ze studiów w Poznaniu i w grudniu 1927 roku został skierowany przez partię na stanowisko drugiego sekretarza Zarządu Głównego Związku Zawodowego Robotników Przemysłu Chemicznego z siedzibą w Czechowicach–Dziedzicach (związku lewicowego, usuniętego przez prawicę PPS z Komisji Centralnej Klasowych Związków Zawodowych). Na tym stanowisku pozostawał do jesieni 1928 roku, kierując z ramienia Związku wieloma akcjami o podwyżkę zarobków i poprawę innych warunków pracy, strajkami oraz współpracując w redagowaniu organu związkowego („Robotnik Chemiczny”). Ponieważ znajdował się pod stałą obserwacją policji, organy partii latem 1928 zadecydowały, że Kazimierz Badowski opuści kraj. Wyjechał do Belgii, gdzie studiował na Akademii Handlowej w Antwerpii, za zgodą kierownictwa KPP wstąpił do Komunistycznej Partii Belgii. Podczas pobytu za granicą tłumaczył z „Le Drapeau Rouge” artykuły do partyjnych pism emigracyjnych polskich i wyjeżdżał z referatami do ośrodków robotniczej emigracji polskiej w Belgii (Liége, Seraing, Charleroi, Mons). W tym czasie w Związku Radzieckim miał miejsce rozłam trockistowski, Kazimierz Badowski w swoich poglądach zgadzał się z Lwem Trockim, wobec tego był jednym z pierwszych trockistów w Belgii.
W 1932 uczestniczył w przygotowaniach nad wydaniem pierwszego w Polsce egzemplarza „Proletariatu”, polskiego organu Komunistycznej Lewicy Opozycyjnej. Dwunastostronicowa publikacja została wydrukowana w maju 1932 w Brukseli, a wracający ze studiów do Polski Kazimierz Badowski przywiózł ze sobą egzemplarz wzorcowy do powielania i rozpowszechniania w Polsce. Zamieszkał w Krakowie i pracował zawodowo jako nauczyciel w szkołach średnich, ponadto na początku ponownie działał w szeregach Komunistycznej Partii Polski, a następnie w związku z nagonką na trockistów jego działalność stała się zakonspirowana. Działał politycznie na terenie Krakowa i Zagłębia Dąbrowskiego, w 1933 po utworzeniu związku komunistycznych internacjonalistów zaangażował się w jego działalność, utrzymując stały kontakt z komunistami z Belgii i Francji.
Przez całą okupację przebywał w Krakowie i pracował jako nauczyciel. Wiosną 1947 roku wstąpił do Polskiej Partii Robotniczej. Po zmianie ustroju nie przestał być wrogiem państwa. Aresztowano go 11 czerwca 1949 roku i osadzono najpierw w areszcie Wojewódzkiego Urzędu Bezpieczeństwa w Krakowie, a potem w oddziale X więzienia mokotowskiego w Warszawie. Dnia 26 maja 1950 roku został zwolniony z aresztu śledczego bez rozprawy sądowej i bez zawiadomienia o umorzeniu śledztwa. Dopiero w odpowiedzi na jego pismo skierowane po październiku 1956 roku do Komisji Rehabilitacyjnej przy KW PZPR w Krakowie, Naczelna Prokuratura Wojskowa zawiadomiła go, że śledztwo o czynione mu zarzuty „zostało umorzone z braku dowodu winy” oraz że „umorzenie śledztwa z powodu braku dowodów winy oznacza pełną rehabilitację”. 
Represje polityczne ponownie nasiliły się po dojściu do władzy Władysława Gomułki, Kazimierz Badowski nawiązał wówczas kontakt z opozycją komunistyczną. Za działalność wywrotową został aresztowany 25 marca 1965 w Krakowie i sądzony w procesie trwającym od 24 grudnia 1965 do 10 stycznia 1966. Podczas zeznań Badowski powiedział, że o sytuacji politycznej Polski świadczy jego proces, gdzie w kraju socjalistycznym jest się sądzonym za lewicowe poglądy. Otrzymał wyrok trzech lat więzienia, po ponad dwóch latach został zwolniony.
W latach 80. XX wieku powstał Nurt Lewicy Rewolucyjnej, którego działacze nawiązali kontakt z Kazimierzem Badowskim, ale był on już zbyt schorowany, aby móc realnie przyłączyć się do tej organizacji. Zmarł 6 lipca 1990 w Krakowie, 22 października 1990 Sąd Najwyższy po uwzględnieniu apelacji ministra sprawiedliwości z 15 stycznia 1990 uchylił wyrok z 10 stycznia 1966, uznając pośmiertnie Kazimierza Badowskiego niewinnego w związku z zarzucanym mu popełnieniem przestępstwa.